# 東京中日スポーツ
東京中日スポーツ（とうきょうちゅうにちスポーツ、略称:トーチュウ）は、中日新聞東京本社が関東地方の全域と静岡県（西部を除く）に向けて発行していたスポーツ新聞で、東海・北陸地方で発行する中日スポーツの関東版である。2025年2月以降は電子版のみで提供。

## 概要
1942年（昭和17年）に戦時統制で発足した中部日本新聞社は当初、東京の拠点として東京市京橋区銀座に東京総局を設けた。
1955年に本格進出を企図して千代田区内幸町の日本ゴム東京営業所跡地に、最新鋭の輪転印刷機を備えた東京支社（現・東京本社）社屋を建設し、1956年2月23日に「東京中日新聞」として創刊する。"日本一美しい新聞"として連日カラー写真付きの記事を1面で掲載し、"カラーの東中"と愛称された。題字は「中日スポーツ」に酷似していた。「家庭で安心して読める健全な特殊紙」をキャッチコピーに、スポーツ・芸能・一般ニュースを扱う大衆紙で、カラー写真コンテストや、総額150万円の「三冠王クイズ」や「トリオ・クイズ」など読者参加の記事が充実していた。
中日新聞が1967年10月に旧・東京新聞社から東京新聞の編集・印刷を承継すると、東京新聞の姉妹紙として東京中日新聞をスポーツ紙へと転換し、1970年3月1日に題号を「東京中日スポーツ」に改題して現在に至る。
2024年1月の発行部数は60,426部である。
2025年1月31日付をもって、紙での印刷・発行を休止（終了）し、翌2月1日より電子版に全面移行することが2024年11月5日付の一面社告にて発表された
。印刷・配送に関するコストの高騰や本紙および中日スポーツのウェブサイトの利用の増加、また休刊を最初に報じた『週刊新潮』2024年8月29日発売号掲載記事によれば、印刷していた埼玉の工場の閉鎖や売上部数が数万部にまで落ち込んだ事も要因としている。今後は電子版の内容を刷新しつつ値下げして提供するとともに、紙媒体での購読を希望する読者へは中日スポーツの郵送で対応する事にしている。

## 紙面の特徴

### 題字と配置
- 東京本社の編集と製作機能が港区港南から"発祥の地"である日比谷中日ビルへ移転すると、2006年10月1日付から1面のロゴは右上の略称表記を「トーチュウ」から変更し、「東京中日」の右下に「スポーツ」と付記した。これは創刊当初の「東京中日新聞」のものをイメージしている。創刊当初は「中日」の文字を大きく、1970年代は中日を朱色にするなど強調した時もあった。[6]日付表示・発行所クレジットの箇所は現在は名古屋本部の「中日スポーツ」とほぼ同じデザインになっている。
- 欄外の題字は、スポーツニッポン、サンケイスポーツの大阪本社版と同様で左右寄りに「東京中日スポーツ」と表記する[注釈 3]。

### 中日ドラゴンズ
中日新聞東京本社が発行することから、関東圏で唯一、1面記事を通常中日ドラゴンズ記事で構成する。テレビ情報番組の新聞紙面紹介コーナーで、1面が読売ジャイアンツ記事のスポーツ報知、東京本部版1面は阪神タイガース記事のデイリースポーツと並び1面記事の違いが取り上げられることがある。欧米開催のF1グランプリ (F1) の結果を伝える火曜日はF1が優先され、2010年代以降は中日が負けた翌日は他競技記事を一面に掲載する場合が多い。
連載漫画『おれたちゃドラゴンズ』は、紙面刷新に伴い2008年3月21日付から掲載を開始した。1998年から2008年までは独自の連載漫画「あっぱれ竜党計画」が平日はなかむら治彦、週末はたかみね駆の作画で連載された。

### MOTOR EXPRESS
他紙と差別化してモータースポーツを早くから大きく取り上げている。F1グランプリブーム以前から同紙の大きな特長として、『F1 EXPRESS』のコーナータイトルでモータースポーツファンに親しまれる。2008年から、トーチュウ編集で中スポにも掲載され『MOTOR EXPRESS』に改題した。2010年は近藤真彦、堂本光一、長野博の3人が交代でモータースポーツの連載コラムを担当している。
F1日本グランプリや鈴鹿8耐など、鈴鹿サーキットで大規模なイベントが開催される際は、本来は中スポの販売エリアである三重県鈴鹿市内へ本紙を運び、サーキット内の売店や周辺のコンビニで特別販売する。

### 地元チームとの関係
東京都調布市の味の素スタジアムを本拠地とするサッカーJリーグFC東京関連の記事を取り上げる「365日FC東京」のコーナーを常設し、有料携帯サイト「365日FC東京モバイル」を運営している。

2012年からデイリースポーツに代わってプロボクシングの協栄ジム興行『ガッツファイティング』を後援した。
ほかに「首都スポ（首都圏スポーツ）」と題して、管轄エリア管内の少年少女スポーツなども定期的に取り上げたが、末期は不定期扱いであった。東京新聞と共催のスポーツイベントで、東京新聞の「みんなのスポーツ」と連動した記事を載せ、東京新聞のキャラクター「かわうそくん」（作：吉田戦車）も首都スポ面の記事に登場する。

### その他
- 中日・北海道新聞社とブロック紙3社連合を構成する西日本新聞社発行の西日本スポーツ（西スポ）と提携しており、福岡ソフトバンクホークス以外のプロ野球面、一般スポーツ面は、中スポと共同[注釈 5]で共有し、トーチュウと同じものを掲載している[注釈 6]。王位戦を共同主催する神戸新聞社のデイリースポーツとも友好・協力関係を持ち、中スポ・西スポを含む4紙共同による連載企画や読者プレゼント企画「アタック4」を実施している。
- プロレス・格闘技はデイリースポーツに加えて、中日新聞社の傍系組織だった名古屋タイムズ社が『レジャーニューズ』を発行していたことに配慮して、創刊当初から1990年代初頭まで一切取り扱わなかった。新日本プロレス・全日本プロレスといった男子プロレスのメジャー団体に対してはレジャーニューズの廃刊後も一貫して冷淡な姿勢を取っているが、2000年代に入るとDRAGON GATEを「お膝元」のデイリースポーツを含む他紙よりも大きく取り扱い、創刊55周年に当たる2010年に同団体主催で開かれたSummer Adventure Tag Leagueに「東京中日スポーツ杯」として社杯を提供している。
- 社会面は基本的に1ページだが、休刊日のみカラー・2ページで展開する。
- 芸能面は基本的に2ページ構成だが、土、日、月は1ページで構成する[注釈 7]。
- 創刊以来アダルト面を設けていないが、2010年（平成22年）9月まで駅売りの即売版に限り記載した。休刊日特別版は、宅配版と同じく全体に見やすいテレビ欄に差し替えていた。2010年10月1日付から即売版もアダルト面を廃止し、全面テレビ欄で構成する[注釈 8]。中日新聞グループとレジャーニューズの関係は前面に出さなかった。

### 販売
- 紙版1部売りの価格は2023年4月1日から2025年1月31日の終刊まで、160円だった。新聞用紙代や流通経費などの製作コスト高騰が要因[7]。

- 静岡県でも、2023年時点では、伊豆地方（熱海駅・伊東駅の売店）で販売していた。中日新聞東海本社が浜松市にある都合上、西部は中スポのみ販売する[注釈 9]。静岡県西部も、JR浜松駅売店はトーチュウと中スポを併売したが、県西部と中部は中スポのみの販売する。
- バックナンバーは、「東京新聞オフィシャルショップ」で購入可能である。郵送による定期購読は、販売エリア外に居住の場合（中スポ販売エリアに居住している場合も含む）に限り可能で、中スポの郵送による購読は中スポの販売エリア以外に居住の場合（トーチュウの販売エリアに居住している場合も含む）に限り可能。いずれも送料が加算される。
- 名鉄名古屋駅の駅売店・コンビニで早版（3版）が販売されていたが、2015年6月末をもって取り扱いを休止した。

## 備考
- トーチュウ2面に「名古屋へ行ったら 中日スポーツ」と小さな広告が、中スポ2面に「東京へ行ったら 東京中日スポーツ」の広告が、それぞれ掲載されていた。両紙ともに名古屋や東京よりも広い範囲で購入可能である。この告知はいずれも電子版へのアクセスを促すものである。
- 1980年代後半まで、姉妹紙東京新聞のテレフォンサービス向けに、スポーツニュースを提供した。東京新聞のテレフォンサービスは、ほかに全国ニュース・釣り情報・競馬結果・料理・芸能ニュース・怪談・民話などの番組があった。

## ウェブサイト
- 中日スポーツと共同で運営し、項目欄にJリーグのライバルチームである「グランパス」と「FC東京」が隣同士に並ぶ。モータースポーツ関連の『トーチュウ F1 EXPRESS』は、2001年よりトーチュウが単独で運営していたが、2024年3月18日に運営が終了。『トーチュウ F1 EXPRESS』は、中日スポーツ・東京中日スポーツが共同運営している公式ウェブサイトへ移行された。
- サイトレイアウトは中日新聞と東京新聞のウェブサイトと同様であったが、2016年3月14日に刷新してスマートフォン対応した[8]。

## 番組表
フルサイズ
- NHKテレビ 1、NHK Eテレ 2、日本テレビ 4、テレビ朝日 5、TBSテレビ 6、テレ東 7、フジテレビ 8

ハーフサイズ
- TOKYO MX1 9、TOKYO MX2 9、NHK BS BS1、WOWOWプライム BS9

クォーターサイズ
- BS - NHK BSP4K BS1、NHK BS8K BS2、 BS日テレ BS4、BS朝日 BS5、BS-TBS BS6、BSテレ東 BS7、BSフジ BS8、BS11 イレブン BS11、BS12 トゥエルビ BS12、WOWOWライブ、WOWOWシネマ、J SPORTS1、J SPORTS2、J SPORTS3、J SPORTS4、日本映画専門チャンネル、BS松竹東急、BSよしもと
- CS - フジテレビONE、フジテレビTWO、フジテレビNEXT
- 地上波 - tvk 3、チバテレ 3、テレ玉 3、群馬テレビ 3、とちぎテレビ 3
- ラジオ - NHK第1、NHK第2、TBSラジオ、文化放送、ニッポン放送、ラジオ日本、NHK-FM、TOKYO FM、FMヨコハマ、BAYFM

## 発行所
東京都千代田区内幸町二丁目1番4号

## 主な評論家・寄稿者

### 野球
中日新聞系であるため中日スポーツの評論家を兼務するが、便宜上東京本社と名古屋本部に分けて記載する。

#### 東京本社担当
- 与田剛（2001年 - 2015年、2023年 - ）NHK『NHKプロ野球』解説者兼

#### 名古屋本部担当
- 川又米利（1998年 - 2005年、2008年 - 2011年、2014年 - ）DAZN解説者兼
- 小松辰雄（1998年 - 2017年、2018年 - ）CBCテレビ・CBCラジオ解説者兼
- 彦野利勝（1999年 - 2011年、2014年 - ）CBCテレビ・CBCラジオ解説者兼
- 今中慎二（2002年 - 2011年、2014年 - ）NHK解説者兼
- 川上憲伸（2016年 - ）テレビ朝日・CBCテレビ・CBCラジオ解説者兼
- 岩瀬仁紀（2019年 - ）CBCテレビ・CBCラジオ解説者兼
- 吉見一起（2021年 - ）TBSチャンネル・CBCテレビ・CBCラジオ解説者兼
- 福留孝介（2023年 - ）日本テレビ・東海テレビ・東海ラジオ解説者兼
- 荒木雅博（2024年 - ）CBCテレビ・CBCラジオ解説者兼

### その他スポーツ
- サッカー
  - ラモス瑠偉
  - 城福浩
- モータースポーツ
  - 今宮純 - 1990年よりモータースポーツ面スーパーバイザー。
  - 今宮雅子
  - 片山右京
  - 赤井邦彦
  - 遠藤智
- 競馬
  - 井崎脩五郎 - 毎週火曜日に「井崎脩五郎の競馬探偵」を連載。
  - 本城雅人 - 毎週月曜日に「ぱかぱか日和」を連載。
- プロレス・格闘技
  - 山崎照朝
  - 門馬忠雄
- 相撲
  - 高橋治 - 本場所中に「私は見た!」を連載。

### 過去
- 井上一樹（2014年 - 2019年、2023年 - 2024年） - 現中日ドラゴンズ監督
- 井端弘和（2019年 - ） - 現侍ジャパン監督。日本テレビ・東海テレビ放送・テレビ愛知・フジテレビONE・ニッポン放送・東海ラジオ放送解説者兼
- 北の富士勝昭 - 元横綱、年寄12代九重。NHK G『大相撲中継』解説者兼

### コラム
連載コラム「セブンデイズ」は中日スポーツと同一である。中日スポーツ#セブンデイズで詳述。

## 不祥事
- 2021年に掲載した記事2本が、いずれもサンケイスポーツが配信した記事の盗用（無断複製）だったとして、この記事を2022年1月21日に取り消しサンケイスポーツに謝罪した。サンケイスポーツが10月23日に配信した女優に関する記事と12月7日に配信した映画に関する記事を芸能担当の記者がほぼそのまま写して出稿。記事は同日付の電子版に配信され、翌日付紙面にも掲載された。サンケイスポーツから「酷似している」と指摘を受けて記者に事情を聴いたところ盗用を認めた[9][10]。
中日新聞社はこの件について2022年3月1日付で、記事を盗用した記者を停職1か月の懲戒処分とすることを決めた。監督責任を問い東京中日スポーツ総局長・報道部長をそれぞれけん責処分となった[11]。